# Christian Gottfried Heinrich von Nitzschwitz
Christian Gottfried Heinrich von Nitzschwitz († 24. August 1834) war ein sächsischer Kreishauptmann und Rittergutsbesitzer.

## Leben
Er stammte aus dem Adelsgeschlecht von Nitzschwitz und wurde Besitzer des Rittergutes Königsfeld.
Nitzschwitz war von 1804 bis 1815 Kreishauptmann des Leipziger Kreises und erlebte dessen teilweise Auflösung im Zuge des Abtretung sächsischer Gebiete an das Königreich Preußen nach dem Wiener Kongress 1815.